# Крюково (Кадуй)
Крюково — деревня в Кадуйском районе Вологодской области.
Входит в состав городского поселения посёлок Кадуй, до муниципальной реформы входила в Чупринский сельсовет.
Расположена внутри западной части Кадуя, севернее деревни Коптелово.
По переписи 2002 года население — 15 человек.